# Peñas Blancas
Peñas Blancas est un district qui fait partie du canton de San Ramón, dans la province de Alajuela au Costa Rica.